# 花瀨愛紗實
花瀨愛紗實（日语：／ Hanase Asami，11月18日—），日本女性配音員。出身於兵庫縣伊丹市。WISE PRODUCTION所屬、NPO青鱂之小太郎劇團團長。舊藝名。

## 簡歷
花瀨愛紗實是因為鶴弘美的作品開始喜歡動畫，發現了配音可以作為一門職業。小時候，她和媽媽會模仿《麵包超人》裡的紅精靈和《GS美神》裡的美神令子的聲音。
在成為配音員之前，她曾就讀於美容學校並擔任美髮師。
在東京聲優企劃製作大阪校就讀期間，擔任網路電視節目《聲優鬥士》的總主持人。
2019年7月1日，她將藝名從改為。她曾多次參與WISE PRODUCTION的動畫聲優組合「鱂魚小太郎劇團」和愛心環保兒童繪本劇團的演出，因為與孩子互動的機會很多，所以她選擇了「花」這個字來傳達溫柔的形象。

## 人物
興趣：看戲劇和電影、旅行、料理、收集帽子。特長：低音號演奏、直笛、鋼琴、模仿。
祖母是一名美容師。在3個兄弟姊妹中，有2個弟弟。

## 演出
粗體字表示主要角色。

### 電視動畫
2010年代
- 潮與虎（2015年，班上同學C[2]、班上同學D[2]、漢堡速食店店員[2]）
- 粗點心戰爭（2016年—2018年，泳裝辣妹、汽水女孩、大嬸、玉井玉子[2]、中野 等）2系列[系列 1]
- 偶像事變（2017年，三平）

2020年代
- BACK ARROW（2021年，K·糖果、傑伊）
- 女神宿舍的管理員。（2021年，星間女大學生1、女學生、母親、超自然社社員A、道場的小孩 等）
- 青之驅魔師系列（2024年—2025年、學生、月子的母親、水精靈、卷子·林坎、女學生）3系列[系列 2]
- HIGH CARD 至高之牌（2024年，修道女）

### 網路動畫
- 決定規則的日子（2015年，[2]）[注 1]

### 遊戲
- 練愛球園（2016年，母天香織[14]、隱至流[15]、天田唯子[16]、箱庭惠香[17]）
- Q&Q 司書解答者（2019年，伊索寓言〈北風與太陽〉北風）
- 虛偽愛麗絲（2020年，卡蜜拉[18]、山魯佐德、克利斯）
- 東方電幻景（2022年，修普[19]）

### 廣播劇CD
- 落語CD廣播劇 ～三個愛～（2013年）
  - 老鼠（日语：ねずみ (落語)）（旅人）
  - 幾代餅（日语：紺屋高尾）（禿）
- 中場休息廣播劇CD 聖誕故事 雪奇幻（2014年）
  - 聖誕頌歌 ～聖夜奇蹟～（珍）
  - 胡桃夾子 ～穿越時間與空間的紐帶～（日语：くるみ割り人形とねずみの王様）（雪之妖精）

### 外語配音

#### 電影
- 幻視（2019年，在伊、精神科醫師）
- 曼蒂（2019年，露西小妹〈琳恩·皮耶（荷兰语：Line Pillet）〉
- 我的寵物蛋恐龍（2019年，凱莉）
- 索馬裡海盜（2019年，阿薩德）
- 尋找斯蒂夫·麥昆（英语：Finding Steve McQueen）（2020年，莫莉·墨菲〈瑞秋·泰勒〉）

#### 電視影集
- 18．29（2011年，走失兒）
- 我的愛情治癒記（2020年，崔怡宥）

#### 動畫
- 船長克拉克（2018年，凱蒂）
- TRAINS（2018年，貝拉）
- 迪莉莉的巴黎奇幻搜查（2019年）
- 太姥娘娘與白茶仙子（2019年，白茶仙子）
- 雙尾奇遇（英语：Two Tails）（2020年，札卡）
- 泡泡灣大冒險（英语：Sydney Sailboat）（2023年，斯托米）

### 廣播節目
- 青春Radimenia（日语：青春ラジメニア）（關西電台）單元主持人
- （關西電台）常駐演出

### 網路節目
- （2019年，niconico直播、YouTube Live）與平澤慧美輪班主持

### 舞台
- 「動畫聲優組合 青鱂之小太郎劇團」各種公演
- 「慈悲之心與保護環境 兒童繪本劇場」各種公演
- 西班牙小酒館BARCOTA西班牙文秀「El Fascinante」每週演出3場

### 廣告
- 大阪土產全系列—飾
- －歌唱

## 腳註

## 外部連結
- 花瀨愛紗實｜WISE PRODUCTION （日語）
- 花瀨愛紗實的X（前Twitter） （日語）